# ازكيال أنساه
ازكيال نانا أنساه ، من مواليد 29 ماي 1989 أكرا ، هو لاعب كرة قدم أمريكي مشهور في هذه الرياضة من اصول غانية.
يلعب في الحاضر خطة قلب دفاع مع فريق سان فرانسيسكو 49ers التابع للدوري الوطني لكرة القدم (NFL).

## سيرة شخصية

### شباب
التحقت أنساه في عام 2004 من ليجون إلى غانا . درس الأعمال هناك ولعب في البداية كرة القدم وكرة السلة (مع فريق غولدن سانبيم وتمكن أيضًا ألعاب القوى . تخرج في جوان 2007 وعاد إلى Golden Sunbeam كمساعد تدريس، حيث كان يدرب الطلاب في كرة السلة في أوقات فراغه. وتحت إشرافه، فاز فريق Golden Sunbeam لكرة السلة بالعديد من البطولات.

## حياة خاصة
أنساه هو الأصغرمن بين خمسة أطفال. كان والده إدوارد مدير مبيعات لشركة نفط وكانت والدته إليزابيث .
أنساه هي عضو نشط في كنيسة يسوع المسيح لقديسي الأيام الأخيرة . خلال موسم 2012، أقام انساه مع كايل فان نوي، وهو لاعب كظهير يحظى بتقدير كبير في اتحاد كرة القدم الأميركي. لقد حافظوا معه على علاقة وثيقة داخل وخارج الملعب. وقال أنساه في مقابلة مع مجلة الرياضة 'ان كايل هو بمثابة أخ بالنسبة لي' .